# التصنيفات الدولية للكاميرون
تتضمن هذه المقالة التصنيفات الدولية للكاميرون

## الاقتصاد
- تقرير التنافسية العالمية للمنتدى الاقتصادي العالمي 2014-2015 احتلت الكاميرون المرتبة 116 من أصل 144

## الحكومة
- مؤشر حرية الصحافة لعام 2014 احتلت الكاميرون المرتبة 131 من أصل 180 [1]
- مؤشر مدركات الفساد لمنظمة الشفافية الدولية لعام 2014 احتلت الكاميرون المرتبة 136 من أصل 175 [2]

## الجيش
- معهد الاقتصاد والسلام، مؤشر السلام العالمي لعام 2014، المرتبة 113 من أصل 162 [3]

## التكنولوجيا
- المنظمة العالمية للملكية الفكرية: مؤشر الابتكار العالمي 2024، المرتبة 123 من بين 133 دولة [4]